# Masako Katsuki
Masako Katsuki (勝生 真沙子?, Katsuki Masako; Hachinohe, 15 ottobre 1958) è un'attrice e doppiatrice giapponese.
Veterana del doppiaggio giapponese, Masako Katsuki è attualmente impiegata presso la 81 Produce ed ha doppiato numerosi film e serie televisive. Alcuni fra i suoi ruoli più celebri sono Maria Kutschala (Cantiamo insieme), Reccoa Londe (Mobile Suit Z Gundam), Maya Kitajima (Il grande sogno di Maya), Michiru Kaiou / Sailor Neptune (Sailor Moon) e Tsunade (Naruto)

## Doppiaggio

### Anime
- Mobile Suit Z Gundam (Reccoa Londe)
- Detective Conan (Masami Hirota (ep. 13), Shizuka Hattori)
- Sailor Moon S, Sailor Moon SuperS, Sailor Moon Sailor Stars (Michiru Kaiou / Sailor Neptune)
- After War Gundam X (Wedoba Morte)
- Dragon Ball GT (Principessa Oto)
- Strange Dawn (Levian)
- Naruto, Naruto Shippuden (Tsunade)
- Busou Renkin (Alexandria Powered)
- One Piece (Charlotte Smoothie)
- Torappu ikke monogatari (Maria Kutschala)
- Mobile Suit Gundam: The Witch from Mercury (Nugen)
- New Panty & Stocking with Garterbelt (Scanty (forma supereroe))

### Film
- Sailor Moon S The Movie - Il cristallo del cuore (Michiru Kaiou / Sailor Neptune)
- Sailor Moon SS The Movie - Il mistero dei sogni (Michiru Kaiou / Sailor Neptune)
- Naruto Shippuden: L'esercito fantasma (Tsunade)
- Naruto Shippuden: Il maestro e il discepolo (Tsunade)
- Naruto Shippuden: Eredi della volontà del Fuoco (Tsunade)
- Eiga Futari wa Pretty Cure Max Heart (Strega)
- Eiga Pretty Cure All Stars DX 3 - Mirai ni todoke! Sekai wo tsunagu Niji-iro no hana (Strega)
- Meitantei Conan - Kara kurenai no love letter (Shizuka Hattori)

### OVA
- Digital Devil - Incarnazione Infernale (Izanami)
- Genocyber (Myra)
- Mad Bull 34 (Cindy Murphy)
- Mobile Suit Gundam 0083: Stardust Memory (Lucette Audevie)
- Papa to Kiss in the Dark (Mitsuki Utsunomiya)

### Videogiochi
- Arc - Il tramonto degli Spiriti (Tatjiana)
- Bravely Default II (Emma)
- Brigandine: The Legend of Runersia (Jiu)
- Dark Sector (Nadia)
- Detective Pikachu (Louise Mulligan)
- Dragon Ball Xenoverse (Towa)
- Dragon Ball Xenoverse 2 (Towa)
- Dragon Ball Z: Kakarot (Towa)
- Dynasty Warriors: Gundam (Reccoa Londe)
- Dynasty Warriors: Gundam 2 (Reccoa Londe)
- Dynasty Warriors: Gundam 3 (Reccoa Londe)
- Eternal Sonata (Ludwika Jedrzeiewiczowa)
- Everybody's Golf (Nina)
- Final Fantasy VII Remake (Scarlet)
- Final Fantasy VII Rebirth (Scarlet)
- God of War: Ascension (Tisifone)
- God of War Ragnarök (Lunda)
- Horizon Zero Dawn (Sona)
- Majikoi! R (Umeko Kojima)
- Naruto: Ultimate Ninja 2 (Tsunade)
- Naruto: Gekitou Ninja Taisen! 3 (Tsunade)
- Naruto: Uzumaki Chronicles (Tsunade)
- Naruto: Gekitou Ninja Taisen! 4 (Tsunade)
- Naruto: Ultimate Ninja 3 (Tsunade)
- Naruto: Ultimate Ninja Heroes 2: The Phantom Fortress (Tsunade)
- Naruto: Uzumaki Chronicles 2 (Tsunade)
- Naruto: Ninja Destiny (Tsunade)
- Naruto Shippuden: Ultimate Ninja 4 (Tsunade)
- Naruto Shippuden: Gekitou Ninja Taisen! EX 2 (Tsunade)
- Naruto: The Broken Bond (Tsunade)
- Naruto Shippuden: Gekitou Ninja Taisen! EX 3 (Tsunade)
- Naruto: Ultimate Ninja Storm (Tsunade)
- Naruto Shippuden: Legends: Akatsuki Rising (Tsunade)
- Naruto Shippuden: Dragon Blade Chronicles (Tsunade)
- Naruto Shippuden: Ultimate Ninja Heroes 3 (Tsunade)
- Naruto Shippuden: Kizuna Drive (Tsunade)
- Naruto Shippuden: Ultimate Ninja Storm 2 (Tsunade)
- Naruto Shippuden: Gekitou Ninja Taisen! EX Special (Tsunade)
- Naruto Shippuden: Ultimate Ninja Impact (Tsunade)
- Naruto Shippuden: Ultimate Ninja Storm Generations (Tsunade)
- Naruto Shippuden: Ultimate Ninja Storm 3 (Tsunade)
- Naruto Shippuden: Ultimate Ninja Storm Revolution (Tsunade)
- Naruto Shippuden: Ultimate Ninja Storm 4 (Tsunade)
- Naruto to Boruto: Shinobi Striker (Tsunade)
- Naruto x Boruto Ultimate Ninja Storm Connections (Tsunade)
- One Piece: Pirate Warriors 4 (Charlotte Smoothie)
- Persona 5: The Phantom X (Chizuko Nagao)
- Resident Evil: Operation Raccoon City (Lupo)
- Silent Line: Armored Core (AI Researcher)
- Super Robot Wars Alpha (Reccoa Londe)
- Super Robot Wars Z (Athena Henderson, Reccoa Londe)
- Super Robot Wars Z2: Destruction Chapter (Athena Henderson)
- Super Robot Wars Z2: Rebirth Chapter (Athena Henderson)
- The King of Fighters: All Star (Eileene)
- The Legend of Heroes: Trails in the Sky (Alicia von Auslese)
- The Legend of Heroes: Trails in the Sky the 3rd (Alicia von Auslese)
- The Space Adventure (Jane Royal)
- Uncharted 2: Il covo dei ladri (Chloe Frazer)
- Uncharted 3: L'inganno di Drake (Chloe Frazer)
- Uncharted 4: Fine di un ladro (Chloe Frazer)
- Uncharted: L'eredità perduta (Chloe Frazer)